# Marsdenia rubrofusca
Marsdenia rubrofusca är en oleanderväxtart som beskrevs av Fourn.. Marsdenia rubrofusca ingår i släktet Marsdenia och familjen oleanderväxter. Inga underarter finns listade i Catalogue of Life.